# Justo Mullor García
Justo Mullor García (Los Villares, 8 maggio 1932 – Roma, 30 dicembre 2016) è stato un arcivescovo cattolico spagnolo.

## Biografia
Justo Mullor García nacque l'8 maggio 1932 a Los Villares, nella provincia di Jaén, che si trova nella comunità autonoma dell'Andalusia, in via Moraleda Alta. Suo padre era Modesto Mullor, figlio di Justo Mullor, da cui egli prese il nome, appartenenti ad una delle più antiche famiglie di Enix. Sua madre era Catalina Amat. Mentre era ancora infante, visse in diverse città essendo il padre un funzionario ministeriale. La vita famigliare subì una svolta nel 1940, quando il padre venne giustiziato a Valencia dopo la sentenza di un tribunale militare franchista. All'inizio della guerra civile fu infatti un leader della Sinistra Repubblicana e condusse operazioni di spionaggio nella caserma della Guardia Civil. Entrò poi nell'esercito repubblicano e intervenne nelle operazioni di Toledo e sul Jarama.
Madre e figlio si ritrovarono quindi in povertà assoluta e tornarono ad Almería, loro terra di origine. Catalina era una sarta esperta e ben inserita nelle famiglie benestanti della città. Ciò permise ai due non solo di vivere con dignità, ma anche di far proseguire gli studi al ragazzo. Una di queste famiglie era quella del direttore del manicomio, il liberale José Arigo, fondatore durante la Repubblica dell'Associazione dei medici almeriensi. Al giovane per molti anni tennero nascoste le circostanze della morte di suo padre.

### Formazione e ministero sacerdotale
Frequentò le suole primarie e secondarie ad Almería e, dopo il diploma, decise di seguire la sua vocazione al sacerdozio entrando nel seminario locale, dove trascorse i successivi cinque anni studiando filosofia e teologia.
L'8 dicembre 1954 fu ordinato presbitero da monsignor Antonio Samorè, segretario della Congregazione per gli Affari Ecclesiastici Straordinari e futuro cardinale. Dopo l'ordinazione svolse i primi anni nella cura pastorale di una parrocchia ad Almería fino a che, nel 1957, il vescovo della medesima diocesi, monsignor Alfonso Ródenas García, decise di inviarlo a Roma. Nella capitale italiana frequentò la Pontificia Università Gregoriana, fu alunno del Pontificio Collegio Spagnolo di San Giuseppe e allo stesso tempo registrò i suoi studi diplomatici presso la Pontificia Accademia Ecclesiastica, dove avviene la formazione di quasi tutti i diplomatici della Santa Sede.
Durante il Concilio Vaticano II, convocato nel 1962 da papa Giovanni XXIII e chiuso nel 1965 da papa Paolo VI, e nei due anni successivi, lavorò nella Segreteria di Stato. Nel 1967 iniziò la sua carriera nella diplomazia vaticana. Inizialmente fu segretario della nunziatura apostolica in Belgio, con sede a Bruxelles, dove svolse questo ruolo per tre anni, fino al 1970, quando fu chiamato a svolgere il servizio diplomatico nella nunziatura in Portogallo, con sede a Lisbona. Nel 1975 papa Paolo VI lo nominò osservatore permanente della Santa Sede presso il Consiglio d'Europa a Strasburgo, in Francia, ruolo svolto fino alla promozione all'episcopato.

### Ministero episcopale
Il 21 marzo 1979 papa Giovanni Paolo II lo nominò arcivescovo titolare di Mérida Augusta. Il giorno successivo, 22 marzo, gli venne assegnato l'incarico di nunzio apostolico in Costa d'Avorio. Successivamente, il 2 maggio dello stesso anno ricevette il compito di pro-nunzio in Burkina Faso, e il 25 agosto quello di pro-nunzio in Niger. Svolse questi tre incarichi contemporaneamente. Ricevette la consacrazione episcopale il 27 maggio 1979, nella basilica di San Pietro in Vaticano, per mano dello stesso pontefice, assistito dagli arcivescovi Duraisamy Simon Lourdusamy ed Eduardo Martínez Somalo, rispettivamente segretario della Congregazione per l'Evangelizzazione dei Popoli e sostituto per gli Affari Generali alla Segreteria di Stato ed entrambi futuri cardinali. Come suo motto episcopale scelse Ex igne lux, che tradotto vuol dire "Luce dal fuoco".
Il 3 maggio 1985 il Papa lo nominò osservatore permanente della Santa Sede presso l'Ufficio delle Nazioni Unite ed Istituzioni specializzate a Ginevra. In questo incarico più volte ricordò di non essere solo rappresentante del Vicario di Cristo, ma soprattutto di essere sostenitore delle nazioni povere, che non potevano permettersi nessun rappresentante permanente a Ginevra. Il suo intervento più rilevante fu quello del 1991, quando pubblicamente sostenne l'indipendenza di Estonia, Lettonia e Lituania dall'Unione Sovietica dopo il sanguinoso episodio della "Domenica di Vilnius", avvenuto il 13 gennaio 1991 e in cui quattordici persone rimasero uccise, in un discorso all'Assemblea Generale. Ciò a motivo nel fatto che, essendo l'URSS ostile alla Santa Sede e alla Chiesa cattolica, non permise l'occupazione delle sedi episcopali negli Stati baltici, causando una Sedisvacantia rerum politicarum causa, ossia una "Sede vacante per motivi politici". Fu per questo che la Santa Sede non riconobbe mai tale annessione da parte dell'Unione Sovietica. Nel 1987 morì sua madre che viveva con lui a Ginevra.
Il 30 novembre dello stesso anno il Papa lo nominò nunzio apostolico in Estonia, Lettonia e Lituania, dove fu il primo ambasciatore a presentare le sue credenziali al Presidente della Repubblica di Lituania neo indipendente. Oltre ai suoi doveri come nunzio venne anche nominato amministratore apostolico di Estonia, con sede nella capitale Tallinn, il 15 aprile 1992. L'amministrazione, unica giurisdizione ecclesiastica in Estonia, era rimasta vacante dopo l'arresto, il 27 giugno 1941, e la morte, avvenuta il 22 febbraio 1942, dell'arcivescovo gesuita Eduard Profittlich. Con grande impegno accompagnò la ricostruzione della Chiesa cattolica nei Paesi baltici, che avevano sofferto sotto il dominio sovietico per più di 40 anni, oltre che promuovere la loro integrazione in Europa. Dal 4 al 10 settembre 1993 accolse papa Giovanni Paolo II durante il suo viaggio apostolico in Lituania, Lettonia ed Estonia.
Il 28 luglio 1994 il Papa decise di trasferirlo alla sede titolare di Bolsena, sopprimendo quella precedentemente assegnatagli di Mérida Augusta. Il 2 aprile 1997, dopo aver accettato le dimissioni di monsignor Girolamo Prigione, lo nominò nunzio apostolico in Messico. La nomina avvenne in un momento difficile politicamente e diplomaticamente all'altezza del conflitto in Chiapas, uno degli Stati più poveri in Messico, dove i ribelli zapatisti (Ejército Zapatista de Liberación Nacional) si erano riuniti per combattere per i diritti e lo sviluppo della popolazione indigena contro le conseguenze della globalizzazione. La loro divisione sociale aveva colpito anche la Chiesa cattolica locale. Oltre al suo impegno per i poveri e i deboli in Messico si sforzò soprattutto per la normalizzazione delle relazioni tra lo Stato americano e la Santa Sede, senza perdere d'occhio la difficile situazione del popolo di questo paese. Durante il suo mandato ha visitato settanta delle allora ottantaquattro diocesi messicane, ripetendo spesso che "il rappresentante del papa è molto più interessato alle persone che alla politica". La questione più spinosa che dovette affrontare fu il caso relativo al sacerdote Marcial Maciel Degollado, fondatore dei Legionari di Cristo. Egli fu infatti accusato di condurre una seconda vita fatta di atti di pedofilia, corruzione, relazioni sessuali e ricatto. Maciel poteva però contare sulla stima personale di papa Giovanni Paolo II e del suo entourage. Solo dopo la morte del pontefice furono presi veri provvedimenti. Il 19 maggio 2006, dopo un'indagine canonica durata più di un anno, ma con denunce che risalivano già al 1956, la Congregazione per la dottrina della fede gli inflisse la pena della rinuncia a ogni ministero pubblico e gli impose una vita riservata di preghiera e di penitenza per gli atti di pedofilia compiuti su seminaristi della sua congregazione e per averne successivamente assolti alcuni in confessione. La decisione fu approvata personalmente da papa Benedetto XVI.

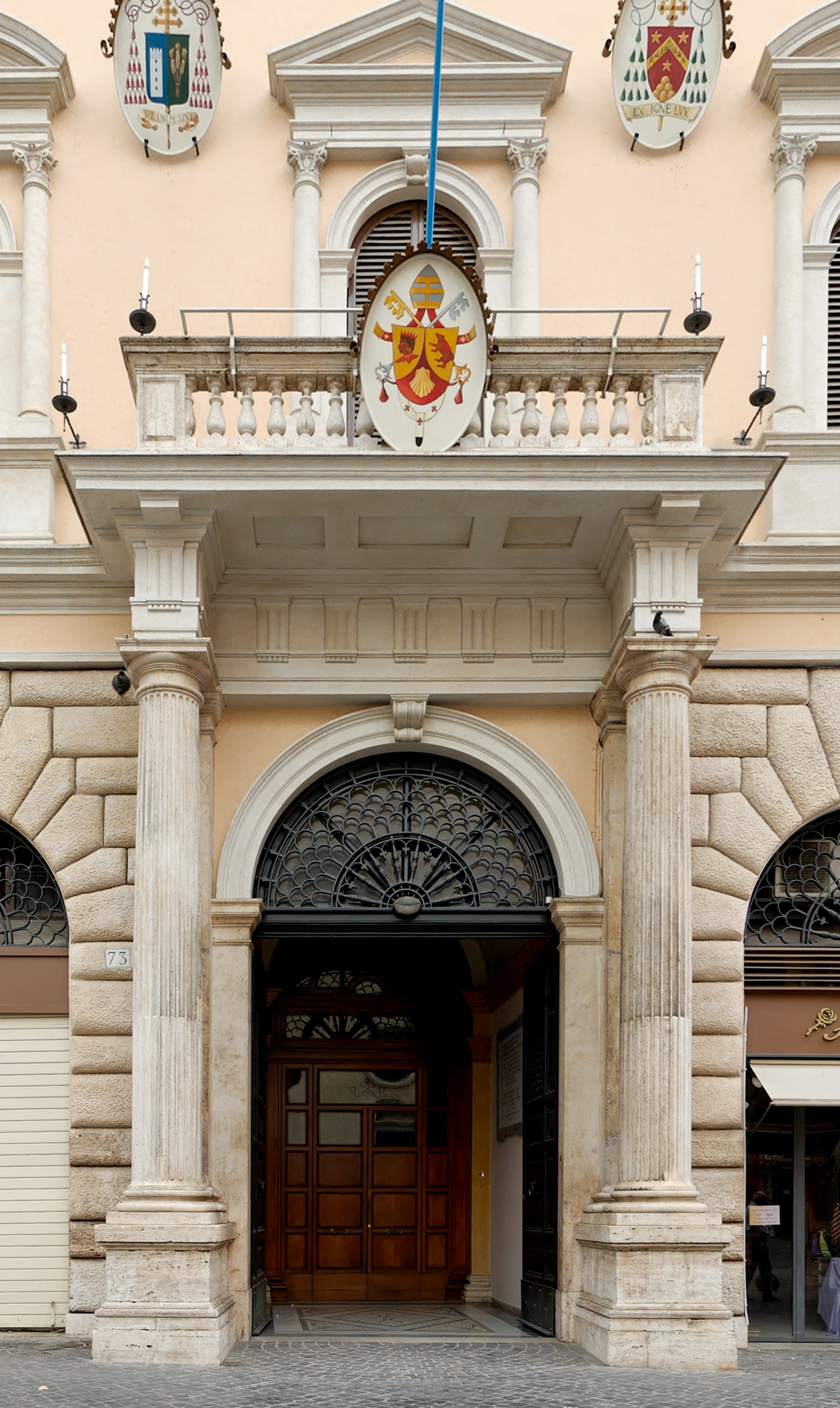
Portone d'ingresso della Pontificia Accademia Ecclesiastica con gli stemmi di Angelo Sodano (a sinistra), papa Benedetto XVI (al centro) e Justo Mullor García (a destra)

Dopo l'esperienza diplomatica in Messico, l'11 febbraio 2000, dopo aver nominato monsignor Giorgio Zur nunzio apostolico in Austria e nella Federazione Russia, il Papa scelse di trasferirlo al prestigioso incarico di presidente della Pontificia Accademia Ecclesiastica, dove egli stesso era stato studente. Il 26 aprile 2001 prese parte alla cerimonia in occasione del terzo centenario dalla fondazione dell'Accademia alla presenza del Papa. Lo stesso anno partecipò, per nomina diretta del Pontefice, alla X Assemblea Generale Ordinaria del Sinodo dei Vescovi, svoltasi dal 30 settembre al 27 ottobre. Mantenne la carica fino a che papa Benedetto XVI, in conformità con il Can. 401 § 1 del Codice di Diritto Canonico, accettò le sue dimissioni il 13 ottobre 2007. Lo stesso giorno gli succedette monsignor Beniamino Stella, futuro cardinale. Il 23 aprile 2009 venne nominato membro della Congregazione per le cause dei santi.
Trascorse i suoi ultimi anni tra Roma, dove viveva nella Casa San Benedetto per nunzi apostolici in pensione, e un piccolo appartamento vicino alla spiaggia di Zapillo di Almería.
Dopo un paio d'anni di declino fisico, morì a Roma il 30 dicembre 2016 per le conseguenze di un infarto. Le esequie si tennero la mattina del 2 gennaio nella chiesa di Santa Maria Regina della Famiglia, la cappella del palazzo del Governatorato in Vaticano, e furono presiedute dal cardinale Pietro Parolin. Concelebrarono i cardinali Giuseppe Bertello, Santos Abril y Castelló, James Francis Stafford e Beniamino Stella e diversi vescovi. Tra questi, Giovanni Angelo Becciu, Paul Richard Gallagher, Giampiero Gloder, Piero Marini, François Robert Bacqué, Francesco Canalini e Fabio Fabene. Erano presenti anche diversi membri dell'Opus Dei, tra i quali il vicario ausiliare mons. Fernando Ocáriz e il direttore spirituale centrale Guillaume Derville. Una seconda cerimonia funebre, presieduta dal vescovo di Almería Adolfo González Montes, ebbe luogo il 4 gennaio nella cattedrale di Almería. La salma fu poi sepolta nel coro della cattedrale.

## Genealogia episcopale e successione apostolica
La genealogia episcopale è:
- Cardinale Scipione Rebiba
- Cardinale Giulio Antonio Santori
- Cardinale Girolamo Bernerio, O.P.
- Arcivescovo Galeazzo Sanvitale
- Cardinale Ludovico Ludovisi
- Cardinale Luigi Caetani
- Cardinale Ulderico Carpegna
- Cardinale Paluzzo Paluzzi Altieri degli Albertoni
- Papa Benedetto XIII
- Papa Benedetto XIV
- Papa Clemente XIII
- Cardinale Enrico Benedetto Stuart
- Papa Leone XII
- Cardinale Chiarissimo Falconieri Mellini
- Cardinale Camillo Di Pietro
- Cardinale Mieczysław Halka Ledóchowski
- Cardinale Jan Maurycy Paweł Puzyna de Kosielsko
- Arcivescovo Józef Bilczewski
- Arcivescovo Bolesław Twardowski
- Arcivescovo Eugeniusz Baziak
- Papa Giovanni Paolo II
- Arcivescovo Justo Mullor García

La successione apostolica è:
- Vescovo Rodrigo Aguilar Martínez (1997)
- Vescovo José Isidro Guerrero Macías (1997)
- Arcivescovo Constancio Miranda Wechmann (1998)
- Vescovo Fernando Mario Chávez Ruvalcaba (1999)